# Nicola Sturgeon
Nicola Ferguson Sturgeon (Irvine, 19 juli 1970) is een Schots politicus voor de Scottish National Party (SNP). Zij is sinds 1999 lid van het Schots parlement, eerst voor de regio Glasgow en sinds 2007 voor het kiesdistrict Glasgow Southside. Zij bekleedde vanaf 2007 verschillende ministerposten in de kabinetten van Alex Salmond. Van 2014 tot 2023 was ze politiek leider van de SNP en eerste minister (First Minister) van de regionale regering van Schotland. Zij werd in beide functies opgevolgd door Humza Yousaf.

## Jeugd en opleiding
Nicola Ferguson Sturgeon werd op 19 juli 1970 geboren in Irvine (Ayrshire). Zij is de oudste van de drie dochters van Robert Sturgeon, een elektricien, en Joan Ferguson, een tandartsassistente. Sturgeon groeide op in Prestwick en Dreghorn. Ze studeerde rechten aan de University of Glasgow waar ze in 1993 afstudeerde. Ze werkte als advocaat voor het advocatenkantoor Bell & Craig in Stirling, en later bij een Law Centre (bureau voor rechtsbijstand) in Glasgow.

## Beginjaren in de politiek en kandidatuur SNP
Sturgeon werd in 1986 lid van de Scottish National Party (SNP). Daarvoor was ze al actief in de beweging tegen kernwapens. Binnen de SNP werd ze al snel medeverantwoordelijk voor jongerenzaken en publiciteit. Ze stelde zich bij de Britse parlementsverkiezingen in 1992 verkiesbaar voor de SNP in het kiesdistrict Glasgow Shettleston en was bij landelijk de jongste kandidaat. Ze werd niet gekozen.
Tijdens de Britse parlementsverkiezingen in 1997 was Sturgeon de SNP kandidaat in het district Glasgow Govan. Hoewel zij wederom niet gekozen werd, wist ze de traditionele meerderheid van Labour in dit district wel te verkleinen. Enige tijd later werd ze de SNP woordvoerder voor onderwijs en energie.
In de eerste verkiezingen voor het Schots parlement in 1999 was Sturgeon weer kandidaat voor Glasgow Govan. Hoewel zij niet rechtstreeks in dit district werd verkozen, kwam ze toch in het parlement omdat de SNP haar ook als eerste op de regionale kandidatenlijst voor de regio Glasgow had geplaatst. Zij was lid van het schaduwkabinet onder de SNP leiders Alex Salmond en John Swinney met de portefeuilles jeugd en onderwijs (1999-2000), gezondheid en welzijn (2000-2003) en justitie (2003-2004).

## Vice-partijleider
Na de tegenvallende resultaten voor de SNP bij de verkiezingen voor het Europees Parlement in 2004 trad John Swinney af als leider van de SNP. In eerste instantie gaf de vorige leider, Alex Salmond, aan dat hij zich niet verkiesbaar zou stellen. Sturgeon maakte daarop haar kandidatuur voor het leiderschap bekend. Toen Salmond zich later alsnog kandidaat stelde trok Sturgeon zich terug en schaarde zich achter de kandidatuur van Salmond, die haar tot zijn running mate maakte. Naar verluidt steunde Salmond in eerste instantie de kandidatuur van Sturgeon en besloot hij pas zelf weer een gooi naar het leiderschap te doen toen bleek dat zij weinig kans had om de verkiezing uiteindelijk te winnen. Op 3 september 2004 werd bekend dat Salmond en Sturgeon de strijd om het partijleiderschap hadden gewonnen. Omdat Salmond op dat moment alleen lid was van het Britse House of Commons en niet van het Schotse parlement, was Sturgeon in Schotland fractieleider van de SNP tot Salmond bij de Schotse parlementsverkiezingen in 2007 een zetel won.
Als leider van de SNP in het Schots parlement werd Sturgeon een prominent figuur in de Schotse politiek die vaak publiekelijk de degens kruiste met eerste minister Jack McConnell tijdens het parlementaire vragenuurtje. Zij botsten onder andere over de beslissing van de House of Commons om het in Schotland geplaatste nucleaire wapensysteem Trident te vervangen en de plannen van de SNP om het belastingstelsel in Schotland te wijzigen.

## Minister
In 2007 won Sturgeon bij de Schotse parlementsverkiezingen een zetel in het district Glasgow Govan (tegenwoordig Glasgow Southside). De verkiezingen resulteerden niet in een duidelijke meerderheid voor een van de partijen. De SNP was met slechts één zetel verschil wel de grootste partij geworden en vormde een minderheidsregering. Sturgeon werd vice-eerste minister en minister voor gezondheid en welzijn onder eerste minister Alex Salmond. Als minister voerde ze een aantal maatregelen door die de SNP tijdens de verkiezingen had beloofd, zoals het gratis verstrekken van medicijnen op recept en het terugdraaien van sluitingen van eerste-hulpafdelingen.
Bij de Schotse parlementsverkiezingen in 2011 behaalde de SNP een grote overwinning en verkreeg een ruime meerderheid in het parlement. Sturgeon bleef in eerste instantie vice eerste minister en minister van gezondheid en welzijn. Bij een herverdeling van kabinetsposten een jaar later werd ze minister voor infrastructuur, investeringen en steden.

### Referendum over onafhankelijkheid
Sturgeon werd ook verantwoordelijk voor het referendum over Schotse onafhankelijkheid. Dit maakte haar de facto de leider van de SNP-referendumcampagne. Sturgeon verklaarde dat in haar mening Schotland door onafhankelijkheid een sterker land zou worden met minder economische ongelijkheid.
Op 19 september 2014 spraken de Schotten zich uit tegen onafhankelijkheid: 55,3% van de kiezers stemde 'nee' en 44,7% 'ja'. Alex Salmond kondigde hierop zijn vertrek aan als eerste minister en als leider van de SNP, zodra er een opvolger zou zijn gekozen. Sturgeon maakte onmiddellijk bekend dat ze zich kandidaat zou stellen om hem als leider op te volgen; dit kreeg brede steun van de SNP partijtop. Na de nederlaag in het referendum heeft Sturgeon gezegd, dat verdere autonomie voor Schotland vanzelf tot onafhankelijkheid zal leiden.

## Leider van de Scottish National Party
Het werd al snel duidelijk dat Sturgeons voornemen om leider van de SNP te worden binnen de partij op grote steun kon rekenen; niemand anders binnen de partij kon het aantal officiële steunbetuigingen verzamelen dat nodig was om aan de leiderschapsverkiezingen deel te kunnen nemen. Sturgeon werd op 14 november 2014 tijdens de partijconferentie in Perth verkozen tot de eerste vrouwelijke leider van de SNP.

## Eerste termijn als eerste minister - 2014-2016

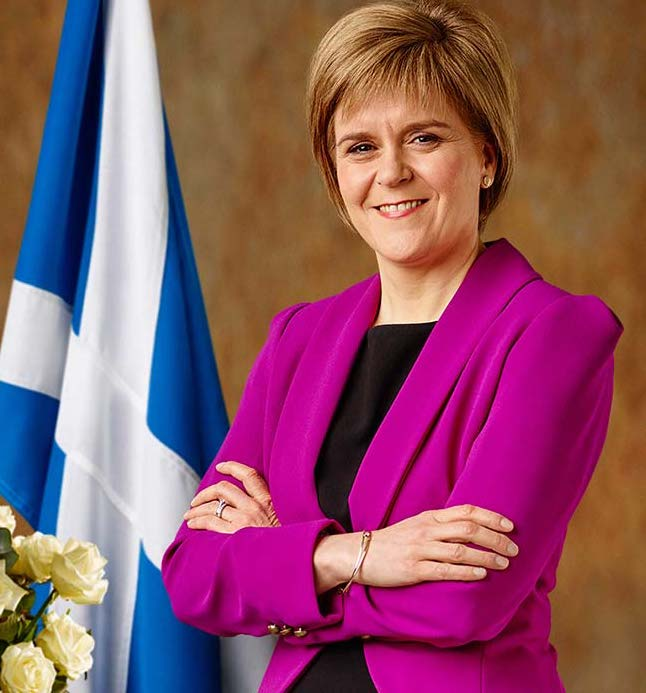
Officieel eerste ministeriële portret van Nicola Sturgeon.

Op 19 november 2014 trad Salmond af als eerste minister van Schotland en werd Sturgeon door het Schotse parlement tot zijn opvolger gekozen. Daarmee werd ze ook de eerste vrouw om dat ambt te vervullen. De leider van de conservatieve partij in Schotland, Ruth Davidson, was ook kandidaat voor de post maar omdat de SNP een absolute meerderheid had in het Schots parlement was de overwinning van Sturgeon verzekerd. Sturgeon werd de volgende dag officieel beëdigd en maakte op 21 november 2014 de samenstelling van haar kabinet bekend. Sturgeon koos als eerste minister voor een meer verzoenende toon dan haar voorganger Salmond. Zij verklaarde open te staan voor voorstellen van alle partijen.

### Lagerhuisverkiezingen 2015
Een jaar later maakte Sturgeon tijdens de campagne voor de Britse Lagerhuisverkiezingen in 2015 in televisiedebatten met de andere partijleiders een zeer goede indruk op de kijkers. Dit vergrootte haar landelijke bekendheid en haar populariteit in Schotland. Sturgeon, inmiddels Eerste Minister, stond zelf niet kandidaat voor een zetel in Londen maar was als partijleider wel het 'gezicht' van de partij tijdens de campagne. De SNP behaalde bij de verkiezingen de overwinning in 56 van de 59 Schotse kiesdistricten en werd daarmee in omvang de derde partij in het Lagerhuis.

## Tweede termijn 2016 - 2021
Bij de verkiezingen voor het Schotse parlement op 5 mei 2016 raakte de SNP zetels kwijt en verloor de absolute meerderheid. Met 63 zetels bleef de partij echter verreweg de grootste fractie in het parlement. Sturgeon formeerde een minderheidsregering en bleef First Minister.

### Onafhankelijkheid
De discussie over onafhankelijkheid kwam in 2016 opnieuw aan de orde. Op 23 juni 2016 stemde een meerderheid van de Britten bij het referendum over het EU-lidmaatschap van het Verenigd Koninkrijk ervoor om de EU te verlaten ('Brexit' ). De kiezers in Schotland waren echter in meerderheid voor het EU-lidmaatschap. Dit was voor Sturgeon aanleiding om te stellen dat een nieuw referendum over Schotse onafhankelijkheid tot de mogelijkheden behoorde. In maart 2017 kondigde zij aan formele toestemming te willen vragen voor een nieuw referendum in 2018 of 2019. Hiermee raakte zij in conflict met de toenmalige Britse premier Theresa May, die een fel tegenstander was van mogelijke afscheiding van Schotland.

### Lagerhuisverkiezingen 2017 en 2019
Bij de Lagerhuisverkiezingen van 8 juni 2017 verloor de SNP 21 zetels. Het grote zetelverlies werd gezien als een signaal dat veel Schotse kiezers een tweede referendum afwezen.
In het verkiezingsprogramma voor de Britse Lagerhuisverkiezingen van 2019 kondigde de SNP aan in 2020 een tweede referendum te willen houden. De partij won tijdens de verkiezingen 48 van de 59 Schotse lagerhuiszetels. Een week na de verkiezingen vroeg Sturgeon de Britse premier Boris Johnson om toestemming voor een tweede referendum; deze weigerde echter. Sturgeon verklaarde dat ze er vanuit ging dat Johnson zijn verzet tegen een tweede referendum zou opgeven als de SNP bij de verkiezingen voor het Schotse parlement in mei 2021 een grote meerderheid behaalde.

### Covid-19
In 2020 kreeg Sturgeon als First Minister te maken met de COVID-19 pandemie. Er was waardering voor haar persoonlijk leiderschap en haar communicatiestijl. Ze heeft later toegegeven dat er ook fouten waren gemaakt. Zo was het een vergissing om ziekenhuispatiënten terug te laten gaan naar verpleeghuizen zonder ze goed te testen. Ook kreeg de SNP het verwijt tijdens de coronacrisis langer dan noodzakelijk op een autoritaire manier te hebben geregeerd.

### Zaak Salmond
Sturgeon kwam begin 2021 in politieke problemen. De aanleiding was een parlementair onderzoek naar de manier waarop de Schotse overheid was omgegaan met beschuldigingen aan het adres van Alex Salmond inzake seksueel grensoverschrijdend gedrag in de tijd dat hij First Minister was. Het Schots Parlement gaf opdracht tot dit onderzoek toen de overheid in 2019 veroordeeld werd Salmond een forse schadevergoeding te betalen in verband met gemaakte procedurefouten. Sturgeon werd verweten het parlement onjuist te hebben geïnformeerd over wanneer ze voor het eerst op de hoogte was gebracht van beschuldigingen tegen Salmond. Ook zou ze overheidsgeld hebben verspild door niet met Salmond te willen schikken. De parlementaire onderzoekscommissie bestond uit vier leden van de SNP en vijf leden van andere partijen uit het Schotse parlement. Uiteindelijk kwam men met een meerderheid van vijf tegen vier tot de conclusie dat Sturgeon het parlement had misleid. Een onafhankelijke jurist bepaalde echter op 22 maart 2021 dat zij de officiële ministeriële gedragscode niet had overtreden, waardoor zij niet hoefde af te treden.

## Derde termijn 2021 - 2023
De zaak Salmond had weinig invloed op de verkiezingen voor het Schotse Parlement die op 6 mei 2021 werden gehouden. De SNP wist onder leiding van Sturgeon een zetel winst te halen maar had met 64 zetels één zetel te weinig voor een absolute meerderheid. De SNP en de Schotse Green Party vormden een coalitieregering.
Sturgeon kreeg in haar derde termijn als First Minister te maken met een aantal tegenslagen en controverses:

### Partijfinanciën
De Schotse politie startte in juli 2021 een onderzoek naar mogelijke fraude bij fondsenwerving door de SNP. De partij wierf sinds 2017 fondsen die specifiek bedoeld waren voor een campagne rond een tweede onafhankelijkheidsreferendum. Daarvoor werd meer dan GBP 660.000 opgehaald. De verdenking bestond dat dit geoormerkte geld in strijd met de wet voor andere doelen was gebruikt.

### Veerbotenschandaal
Jarenlange problemen met de veerverbindingen van en naar de Schotse eilanden leidden tot kritiek op de regering. De bouw van de beloofde nieuwe veerboten liep herhaaldelijk vertraging op en werd veel duurder dan verwacht. De Schotse rekenkamer was in een rapport uit 2022 zeer kritisch over de manier waarop de Schotse overheid de opdrachten had verleend. Sturgeon moest in het parlement haar excuses aanbieden voor gemaakte fouten.

### Geen nieuw referendum over onafhankelijkheid
Het Britse Hooggerechtshof oordeelde op 23 november 2022 dat de Schotse regering geen nieuw referendum over onafhankelijkheid kon houden zonder toestemming van de regering van het Verenigd Koninkrijk. De regering Sunak had al eerder duidelijk gemaakt geen toestemming te zullen geven. Sturgeon verklaarde dat de eerstvolgende Britse Lagerhuisverkiezingen dan de facto een referendum over onafhankelijkheid zouden zijn. Niet iedereen in de SNP was het met die strategie eens.